# BlackBerry 10
BlackBerry 10 là một hệ điều hành điện thoại di động độc quyền cho dòng điện thoại thông minh BlackBerry, cả hai được phát triển bởi BlackBerry Limited (trước đây là Research In Motion). BlackBerry 10 dựa trên QNX, một hệ điều hành giống Unix được QNX Software Systems phát triển ban đầu cho đến khi công ty được BlackBerry mua lại vào tháng 4 năm 2010 
BlackBerry 10 hỗ trợ khung ứng dụng Qt (phiên bản 4.8) và trong một số mô hình sau này có thời gian chạy Android để chạy các ứng dụng Android. Trước phiên bản 10.3.1, BlackBerry 10 cũng hỗ trợ thời gian chạy Adobe AIR. Giao diện người dùng sử dụng kết hợp các cử chỉ và tương tác dựa trên cảm ứng để điều hướng và điều khiển, giúp điều khiển thiết bị mà không phải nhấn bất kỳ nút vật lý nào, ngoại trừ nút nguồn bật hoặc tắt thiết bị. Nó cũng hỗ trợ bàn phím phần cứng, bao gồm cả những bàn phím hỗ trợ đầu vào cảm ứng.
Vào ngày 26 tháng 10 năm 2015, BlackBerry đã thông báo rằng không có kế hoạch phát hành API và bộ phát triển phần mềm (SDK) mới hoặc áp dụng Qt phiên bản 5. Các bản cập nhật trong tương lai, như các phiên bản 10.3.3 và 10.3.4, sẽ chỉ tập trung vào các cải tiến về bảo mật và quyền riêng tư. BlackBerry Leap là điện thoại thông minh cuối cùng của BlackBerry chạy hệ điều hành BlackBerry 10.
Năm 2016, BlackBerry Limited đã ngừng sản xuất điện thoại thông minh và TCL Communication được cấp phép để sản xuất chúng dưới tên BlackBerry Mobile. Điện thoại thông minh BlackBerry Mobile đã từ bỏ BlackBerry 10 để ủng hộ hệ điều hành Android, bắt đầu với BlackBerry KeyOne 2017 của nó. Chiếc điện thoại BlackBerry đầu tiên được cài đặt Android, là BlackBerry Limited Priv.
Vào ngày 15 tháng 12 năm 2017, BlackBerry đã thông báo rằng sẽ có ít nhất hai năm nữa hỗ trợ cho các thiết bị BlackBerry 10 và BlackBerry OS. BlackBerry sẽ kết thúc hỗ trợ cho hệ điều hành vào cuối năm 2019.

## Lịch sử
Hệ điều hành ban đầu được gọi là BBX, nhưng điều này đã bị thay đổi khi BlackBerry bị chặn sử dụng nhãn hiệu BBX sau hành động pháp lý từ BASIS International, người đã sử dụng tên này cho phần mềm của họ.
Vào ngày 12 tháng 11 năm 2012, CEO Thorsten Heins đã công bố ngày 30 tháng 1 năm 2013, ra mắt hệ điều hành BlackBerry 10 phiên bản 10.0 và những điện thoại thông minh đầu tiên chạy nó. Hệ điều hành, cũng như hai thiết bị, Z10 (thiết bị màn hình cảm ứng đầy đủ) và Q10 (thiết bị được trang bị bàn phím vật lý), đã được công bố đồng thời trên toàn thế giới vào ngày 30 tháng 1 năm 2013. Công ty cũng thông báo rằng máy tính bảng BlackBerry PlayBook sẽ nhận được bản cập nhật cho BlackBerry 10 vào cuối năm 2013. Sau đó, BlackBerry tuyên bố khi công bố kết quả tài chính Q1 2014 của họ rằng BlackBerry PlayBook sẽ không nhận được bản cập nhật cho BlackBerry 10, với lý do phần cứng sẽ không cung cấp trải nghiệm tốt cho BlackBerry 10 và đang tập trung vào các thiết bị trong tương lai. BlackBerry tiếp tục hỗ trợ và phát triển PlayBook với hệ điều hành Tablet riêng biệt.
Vào ngày 14 tháng 5 năm 2013 BlackBerry OS 10.1 đã được ra mắt. Điều này mang lại sự cải tiến cho nhiều tính năng được người dùng yêu cầu.
Vào ngày 13 tháng 9 năm 2013, tại Châu Á, BlackBerry đã công bố ra mắt BlackBerry OS 10.2 và một thiết bị BlackBerry 10 mới, Z30, cung cấp hiệu suất tăng so với các thiết bị BlackBerry 10 trước đó.
Vào ngày 18 tháng 6 năm 2014, BlackBerry đã công bố mối quan hệ chính thức với Amazon.com, dẫn đến bản cập nhật 10.3 đi kèm với Amazon Appstore.
Vào ngày 15 tháng 12 năm 2017, Giám đốc điều hành BlackBerry John S. Chen đã thông báo rằng sẽ có ít nhất hai năm hỗ trợ cho các thiết bị BlackBerry 10 và BlackBerry OS. Hệ điều hành dự kiến sẽ kết thúc vào cuối năm 2019, với nhiều gói phần mềm tích hợp có hỗ trợ kết thúc (như Facebook, Dropbox, Evernote, LinkedIn,...).